# Zurücksteigen
Zurücksteigen ist ein Verb der deutschen Sprache. Es bedeutet, dass ein Lebewesen oder ein Objekt steigend an den Platz zurückkehrt oder sich in die Richtung bewegt, aus der es zuvor gekommen ist.
Das Verb wird in vielen unterschiedlichen Zusammenhängen gebraucht: ein Beispiel ist das Zurücksteigen von Reaktionsgasen, welches durch eine Sicherheits-Waschflasche verhindert werden kann, ein anderes die schlichte Bewegung mit einem Fuß.

## Alpiner Skisport
Ein Verwendungsbeispiel des Verbs „Zurücksteigen“ ist der alpine Skisport, bei dem es im Reglement erwähnt und erläutert wird. Dort wird mit „Zurücksteigen“ ein Vorgang des betreffenden Sportlers bezeichnet, bei dem er nach dem unkorrekten Passieren eines Tores, etwa durch einen Einfädler, zum betreffenden Tor aufsteigt, es korrekt passiert und dann das Rennen regelkonform abschließen kann. Erlaubt ist dies nur im Slalom. Der Ungar Márton Kékesi wurde beispielsweise bei den Alpinen Skiweltmeisterschaften 2013 im Super-G disqualifiziert, weil er ein Tor nicht korrekt passiert hatte und danach zurückgestiegen war.